# Saint-Jacques-en-Valgodemard
Saint-Jacques-en-Valgodemard ist eine französische Gemeinde mit 115 Einwohnern (Stand: 1. Januar 2022) im Département Hautes-Alpes in der Region Provence-Alpes-Côte d’Azur. Sie gehört zum Arrondissement Gap und zum Kanton Saint-Bonnet-en-Champsaur.
Sie grenzt im Nordwesten an Saint-Firmin, im Nordosten an Saint-Maurice-en-Valgodemard, im Südosten an La Motte-en-Champsaur sowie im Süden und im Südwesten an Aubessagne.

## Bevölkerungsentwicklung
| Jahr                      | 1962 | 1968 | 1975 | 1982 | 1990 | 1999 | 2006 | 2012 |
| ------------------------- | ---- | ---- | ---- | ---- | ---- | ---- | ---- | ---- |
| Einwohner                 | 193  | 172  | 152  | 161  | 147  | 152  | 163  | 148  |
| Quelle: Cassini und INSEE |      |      |      |      |      |      |      |      |

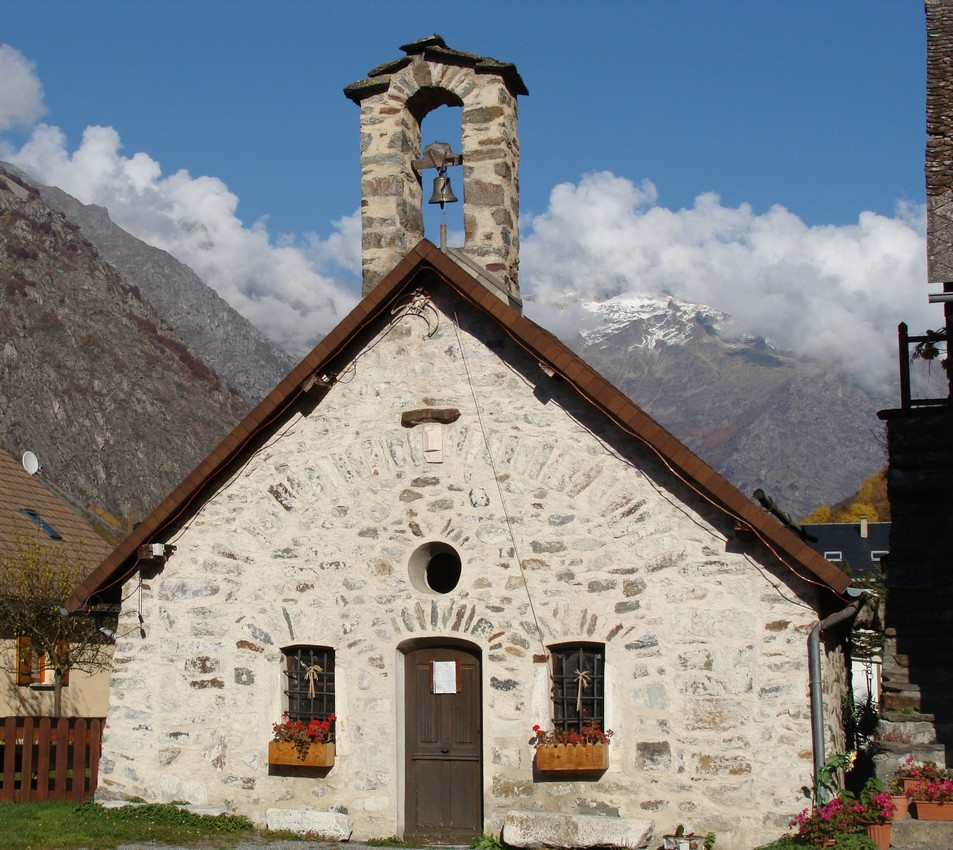
Chapelle de la Chaup
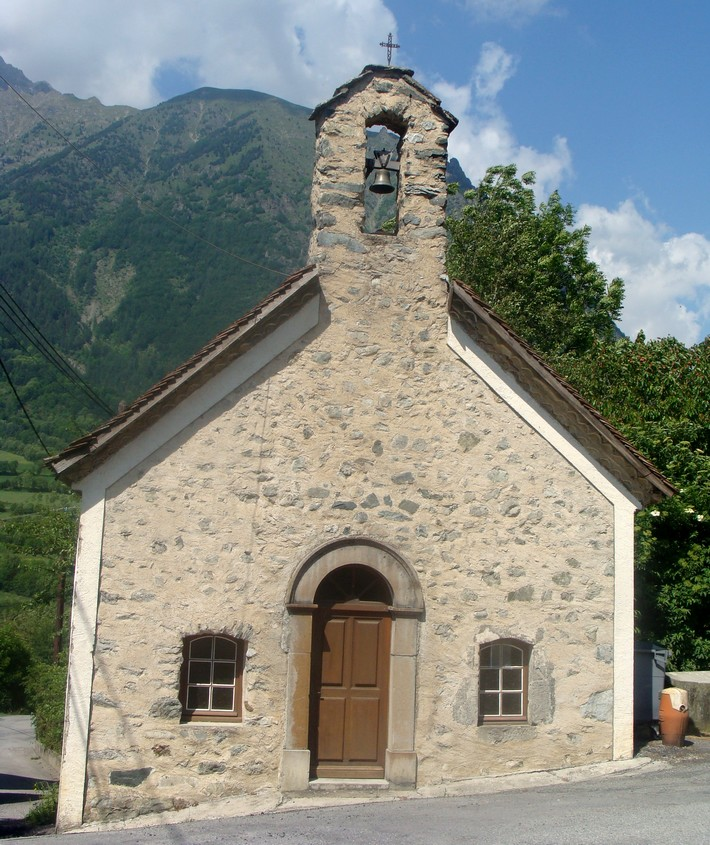
Chapelle de Lallée
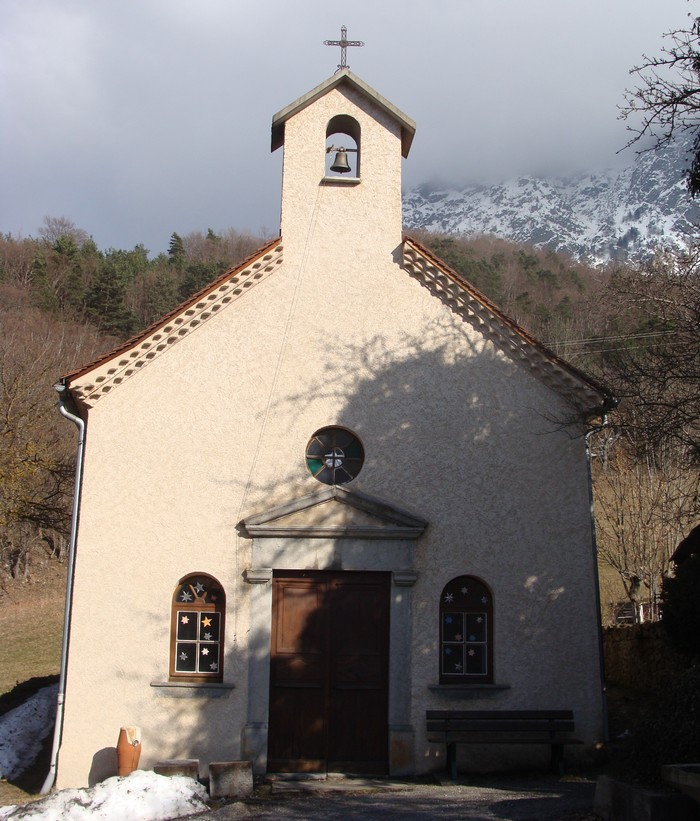
Chapelle des Paris
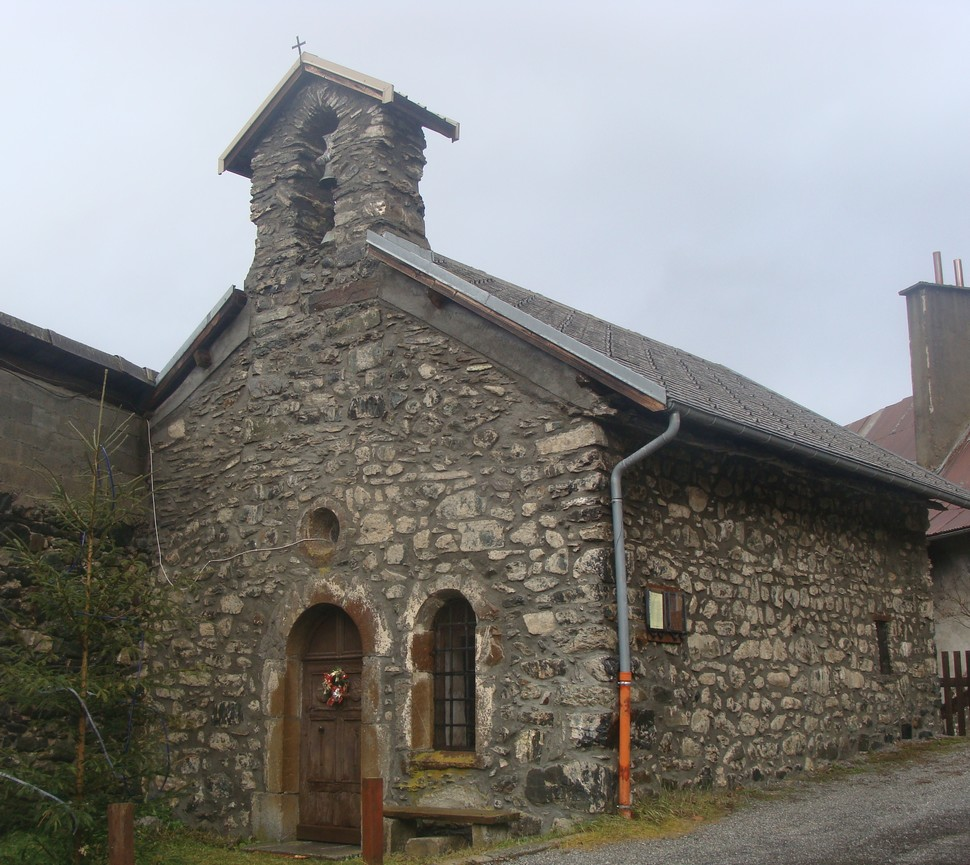
Chapelle du Séchier